# 丹下櫻
丹下櫻（日语：／ Tange Sakura，1973年3月24日—），日本女性配音員、歌手、繪本作家、旁白。出身於愛知縣葉栗郡木曾川町（現一宮市）。picnic所屬。已婚。身高156cm。O型血。
代表作有《庫洛魔法使》（木之本櫻）、《LovePlus》系列（小早川凛子）、《機器人播音員 MAICO2010》（MAICO、超級MAICO）、《動物偵探奇魯米》（羽鳥佳諾）、《清秀小佳人》（莎拉·史丹利）、《劇場版 法蘭德斯之犬》（愛露娃·柯傑茲）等。

## 經歷

### 成長時期
丹下櫻從小就對自己那任何人都能聽出來的獨特聲音品質抱有情結，但在高中3年級時看了一部關於配音紀錄片和電影《魔女宅急便》後，她決定要利用那份聲音品質，並決定成為一名配音員。此前，她曾聽說過配音員這一職業，例如在動畫片尾的字幕中，但她一直認為成為偶像、藝人或棒球選手一個遙遠的夢想。她認為最快的方法是去訓練學校，於是查閱了雜誌和小冊子，發現大多數訓練學校都在東京，但她還是決定去東京。
高中畢業後，她就讀於實踐女子短期大學生活文化學系，同時打工賺取訓練學校的學費。搬到東京半年後，她得知學費可以分期繳納，便報名參加了配音訓練學校東京廣播學院（現東京廣播聲優學院）的配音實習課程。但由於當時他是未成年人（18歲），因此聯繫了擔保人的父母。當時，她還沒有告訴父母她想成為一名配音員，所以被他們發現了。她透過告訴父母，自己是藉培訓學校的名義培養播音員，自己也想成為一名播音員，而她周圍的其他孩子都在上學的同時參加課外課程，才度過了難關。1993年短期大學畢業，同時也從學院畢業。短期大學畢業後，她沒有工作。她說服父母，如果努力學習兩年卻沒有成果，就回家。她每天在補習班和預備學校打工，每個月做一到兩份配音工作。
從青二塾畢業後，於1994年以Junior見習生加入了青二Production。她的第一份工作是在情境劇裡飾演辦公室女職員。同年，她在《忍者亂太郎》以雪子一角而首次亮相。翌年1995年成為準所屬，1997年成為正式所屬。

### 長期休業
1999年12月31日，她與青二Production解約，轉投自己的經紀公司Prime Rose。2000年4月18日，她舉行了最後一次現場演出，從此告別配音界。
2000年5月31日，她在網路上推出了自己的網站「WONDER-NET」，並從此活躍至今。她將自己的名字從「Little Seraph改為ANGEL，再從改為」，並繼續定期舉辦現場演出、發行聲音治療CD並舉辦聲音治療研討會。由於名稱已更改，因此有時寫作。
2005年7月18日，她在「WONDER-NET」上宣布已於當月與一名不同行業的男子登記結婚。同年3月，短暫重啟配音生涯，在PS2遊戲《伊蘇VI -納比斯汀的方舟-》裡飾演女主角奧露哈，同年8月，在廣播劇CD《萌音》裡飾演松嶋友萌一角。
自2008年起，她也以繪本作家活躍。

### 配音生涯重啟
2009年，她正式恢復配音生涯，在任天堂DS遊戲《LovePlus》（KONAMI）裡飾演「小早川凛子」一角。重新開業後，管理權委託給了有限公司picnic。在一次錄音訪談中，她說已經有10年沒有和其他表演者一起表演了。同年，她時隔約9年，首次在電視動畫《動物偵探奇魯米努斯》裡為「羽鳥花音」一角獻聲。
除此之外，她還為後輩後藤沙緒里和竹達彩奈作詞作曲，並在暫停配音工作期間擔任朗讀。

## 特色
她經常扮演開朗活潑的少女角色。她之所以選擇出演其代表作品之一《庫洛魔法使》裡的木之本櫻一角，是因為丹下本身自高中時期閱讀《聖傳 -RG VEDA-》以來就一直喜愛著CLAMP的漫畫，並且是原作的粉絲，因此她非常希望參加試鏡，並且通過了試鏡。她說，在決定將其製作成動畫之前，她就一直在閱讀故事並親自配音。劇組工作人員在接受採訪時表示，「我們並不是因為名字相同才選你的」，但她不禁覺得這是緣分，這是一部她「我非常想參演！」的作品。
從某種意義上來說，（木之本）小櫻既是優等生，又是頂尖偶像，而作為偶像，她有一條不能逾越的界限，所以她必須將自己能展現的所有可愛之處都融入到這個角色中，這讓她有點難。飾演小櫻的時候，她先熱身，然後說第一集裡的自我介紹，然後抱著「好了，我變成了小櫻了」的感覺去演。儘管困難重重，但她表示，欣賞小櫻能讓人感到心境舒暢，而且由於她經常扮演年輕女孩的角色，所以當她扮演這些角色時，她一整天都感到輕鬆自在。在出演《庫洛魔法使》之前，她還在根據CLAMP的同一原作改編的OVA《美幸夢遊仙境》中飾演百合一角。
《LovePlus》裡的小早川凜子是她飾演的第一個傲嬌角色，她表示這個角色拓展了她的演技範圍。此前，她經常扮演一個如果喜歡上某人就會全心全意地宣稱「我喜歡你！」的女孩的角色，因此在發行前她擔心「可能沒有人會選擇我」。
正如《女友伴身邊》裡克洛艾·魯梅爾的聲音在網路上被稱讚為「極具震撼力（破壊力が半端ではない）」一樣，據說半鼻音的配音有讓所飾演角色「抗老化（年齢を下げる）」的效果。
此外，《決鬥大師VS》裡的瀧川露露是一位「具有破壞性、挑逗性的女主角」，顛覆了該角色以往的形象，以至於導演佐佐木忍給她寫了一封手寫道歉信。

## 人物
她是丹下家的長女，有兩個弟弟（一個小2歲，另一個小11歲）。其名字來自當地著名景點木曾川河岸的一排櫻花樹。在她最小的弟弟變聲之前，他的聲音和丹下櫻的聲音非常相似，甚至連他的母親在電話裡都聽不出區別。正如上文所說，她曾對父母撒謊說自己來參加訓練學校是因為想成為一名播報員，但後來得知母親也曾想成為一名播報員，父母便欣然答應了。
高中時期，她曾一度考慮畢業後到英國留學。雖然她申請入學，但是遭到父母的反對而放棄了。移居東京後，她一邊就讀短期大學，一邊就讀配音訓練學校和英語會話班，並取得了英語檢定2級的資格。她將英語稱之為「緊急情況下的保險」。她從小學到高中1年級學習鋼琴，並將鋼琴作為自己的特長。
愛狗人士，自2023年起，她養了一隻名叫「鈴（すず）」的玩具貴賓犬，牠經常出現在丹下的官方部落格上。此前，她還養了一隻名叫「庫烏（くぅ）」的玩具貴賓犬，牠也經常出現在丹下的部落格上。在搬到東京之前，她在父母家養了幾隻狗。
出道前，她對配音員本身並沒有什麼特別的興趣，但在與高山南共同出演《忍者亂太郎》後，她開始覺得配音在自己身上有著一定的分量，她把高山南描述成姐姐的形象，把在《忍者亂太郎》中與她一起飾演校長的村真人描述成老師。
在配音界，她與菊池志穗、冰上恭子是好友。她和菊池同齡，出道時間也差不多，所以經常在片場合作，兩人還曾因共同出演的《電腦戰隊VOOGIE'S★ANGEL》而組成了名為Cherish♥Monkey的組合。在她之前的部落格中，她提到菊池是她最常一起喝酒的人，並寫道，她是一位珍貴的朋友，無論別人如何詢問，她都可以和她進行一些她無法與任何人分享的「女生話題」。
關於自己的性格，她形容自己是「情緒化的，或者我應該說是感官化的。我有非常明確的喜好」。

## 長期休業中代演、繼任
在丹下長期休業期間，以下人員接替了這些角色：
| 代演、繼任   | 角色名   | 概要作品               | 代演、繼任初次擔當作品            |
| ------------ | -------- | ---------------------- | --------------------------------- |
| 國府田麻理子 | 雪子     | 《忍者亂太郎》         | 第9期                             |
| 飯塚雅弓     | 佐賀沙織 | 《逮捕令》             | 《逮捕令 SECOND SEASON》          |
| 桑島法子     | 霞       | 《生死格鬥》系列       | 《生死格鬥3》                     |
| 釘宮理惠     | 原田梨紗 | 《D·N·ANGEL WINK》系列 | 《D·N·ANGEL?A Legend of Vampire》 |
| 堀江由衣     | 沙桐     | 《》                   | 《》                              |

《生死格鬥》系列方面，她在2011年5月發行的《生死格鬥 次元》中回歸。

## 演出
粗體字表示主要角色。

### 電視動畫
1994年
- 忍者亂太郎（1994年—2000年，雪子〈第2代〉）
- 橘子醬男孩（1994年—1995年，佐久間鈴）
- 蠟筆小新（仁美、御千代、楓姬、女孩子、護士、藤原紀香）
- 足球風雲（女孩子）

1995年
- 空想科學世界（普雷彭、楚春）
- 櫻桃小丸子 (第2期)（吉尼、莉莉）
- 羅密歐的藍天（安妮塔）
- 飛天少女豬（龍卷瞳）
- 美少女戰士SuperS（秋山美晴）

1996年
- 壞婆婆 (1996年版)（日语：いじわるばあさん）（亞美）
- 鬼太郎 (第4作)（法子））
- 魔法少女砂沙美（蛋糕女[來源請求]）
- 逮捕令（佐賀沙織）

1997年
- 幸運騎士L（日语：フォーチュン・クエスト）（普露露）
- MAZE☆爆熱時空（蜜露·瓦爾納）
- 動畫大盜五右衛門（日语：アニメがんばれゴエモン）（1997年—1998年，小光）
- BURN-UP EXCESS（1997年—1998年，莉莉卡·艾貝特）

1998年
- 機器人播音員 MAICO2010（日语：MAICO2010）（MAICO／超級MAICO）
- 庫洛魔法使（1998年—2000年，木之本櫻[33]）2系列[系列 1]
- YAT安心！宇宙旅行 (第2期)（日语：YAT安心!宇宙旅行）（馬隆）
- 餓沙羅鬼（1998年—1999年，村井沙生中尉）

1999年
- 天使不設防！（繆滋）
- 無限的未知（和泉梢[34]）
- 麻煩巧克力（日语：トラブルチョコレート）（雛乃）
- 傀儡師左近（秋月四帆）

2009年
- 麵包超人（アミちゃん、蛋糕弟弟、蛋糕妹妹 等[35]）
- 動物偵探奇魯米（羽鳥佳諾）

2011年
- 這樣算是殭屍嗎？（妄想優）
- DOG DAYS（2011年—2015年，畢歐蕾·阿瑪雷托[36][37]）3系列[系列 2]
- 只有神知道的世界II（杉本四葉）
- SKET DANCE（2011年—2012年，美空憐美）

2012年
- 創聖機械天使EVOL（克蕾雅·多露西娜）
- 名偵探柯南（2012年—2016年，米原櫻子）
- 御宅英文！小緞帶 ～用英語戰鬥的魔法少女～（2012年—2013年，七色緞帶[38][39]）2系列[系列 3]

2013年
- 科學小飛俠Crowds（2013年—2015年，總裁X[40][41]）2系列[系列 4]

2014年
- 決鬥大師系列（2014年—2022年，瀧川露露[42][43]／切札露露、哈姆露露、“破舞”啾栗鼠、書法大師、波波波·波波坊、For You）9系列[系列 5]
- 喵府
- 龍收藏（日语：ドラゴンコレクション）（2014年 - 2015年，娜斯塔夏、炎龍廣的母親）
- 魔法科高中的劣等生（小野遙）
- 如果折斷她的旗（大名侍鳴[44]）
- 女友伴身邊（克洛艾·魯梅爾[45]）
- 棺姬嘉依卡 AVENGING BATTLE（嘉依卡·哈爾特根）

2015年
- 不起眼女主角培育法（女主角[46]）

2016年
- 星光樂園（秋子）
- 一課一練（鯊魚考官）
- GUDAGUDA Order（可愛羅馬）

2017年
- 偶像事變（泉澤慈[47]）
- Fate/Apocrypha（黑方Assassin／開膛手傑克[48]）
- 徒然喜歡你（派翠西亞·考菲爾德）
- 鬼燈的冷徹（2017年—2018年，中）2系列[系列 6]

2018年
- 庫洛魔法使 透明牌篇（木之本櫻[49]）
- Fate/EXTRA Last Encore（Saber[50]／尼祿·克勞狄烏斯）
- 三次元女友 REAL GIRL（伊呂里）
- 刀劍神域 Alicization（2018年—2020年，卡迪娜爾[51]）2系列[系列 7]
- 從漫畫了解！Fate/Grand Order（日语：マンガで分かる!Fate/Grand Order）（開膛手傑克）

2019年
- 粉彩回憶（少女）
- 盾之勇者成名錄（2019年—2025年，菲托莉亞）4系列[系列 8]

2020年
- 怕痛的我，把防禦力點滿就對了（2020年—2023年，哆拉貢[52][53]、軟綿綿親密接觸之家的貓咪們）2系列[系列 9]
- 交通工具人 移動樂園的跑車君（日语：のりものまん モービルランドのカークン）（2020年—2022年，布丁醬[54]）
- 超異域公主連結☆Re:Dive（2020年—2022年，伊莉亞·奧恩斯坦[55][56]）2系列[系列 10]
- 小碧藍幻想！（卡莉奧絲特羅）

2022年
- 戀上換裝娃娃（天花寺米萊）

2024年
- 夢想成為魔法少女（米咪魯）

2025年
- #空帕斯2.0：陣地攻防戰（Voidoll／Bugdoll[57]）

### 電影動畫
1990年代
- （1995年，米奇[58]）
- （1996年，和寺千夏[59]）
- 劇場版 忍者亂太郎（日语：映画 忍たま乱太郎）（1996年，雪子[60]）
- （1996年，夏美[61]）
- 哆啦A夢：大雄與銀河超特快列車（1996年，珍）
- 劇場版 魔法提琴手（1996年，貝莉拉公主）
- 劇場版 法蘭德斯之犬（1997年，愛露娃·柯傑茲〈少女時期〉）
- MAZE☆爆熱時空：天變威脅的大巨人（1998年，蜜露·瓦爾納）
- 劇場版 庫洛魔法使：小櫻的香港之旅（1999年，木之本櫻[62]）
- 哆啦A夢七小子：點心娜娜王國（1999年，蜂蜜公主）

2000年代
- 劇場版 庫洛魔法使：被封印的卡片（2000年，木之本櫻[63]）

2010年代
- 麵包超人：玩得開心當起媽媽的藍精靈!?（日语：それいけ!アンパンマン りんごぼうやとみんなの願い#それいけ!アンパンマン たのしくてあそび ママになったコキンちゃん!?）（2014年，[64]）
- 貓企劃（2018年，湯上／社長[65]）

2020年代
- Fate/Grand Order -終局特異點 冠位時間神殿所羅門-（2021年，尼祿·克勞狄烏斯[66]）

### OVA
1990年代
- 幽幻怪社（1994年，店員）
- （1994年—1998年，沙也加）
- 湘南爆走族 10 FROM SAMANTHA（1995年，石川杏奈）
- 美幸夢遊仙境（日语：不思議の国の美幸ちゃん）（1995年，百合）
- 搞怪拍檔 FLASH2 Vol.2 Seventeen推理學園（1995年，沙織）
- 鬼切丸（日语：鬼切丸 (漫画)） 第四章（1995年，三女）
- 孃樣搜查網（1996年，周麗華）
- BURN-UP W FILE 1—4（1996年，莉莉卡·艾貝特）
- MAZE☆爆熱時空（1996年，蜜露·瓦爾納）3作品[系列 11]
- 電腦戰隊VOOGIE'S★ANGEL（日语：電脳戦隊ヴギィ'ズ★エンジェル）（1996年—1999年，米蒂 the Girl）7作品[系列 12][j]
- 聖火降魔錄 紋章之謎（1996年，希妲（日语：シーダ）[67]）
- 愛麗絲 in Cyberland（日语：ありす in Cyberland）（1997年，大谷舞）
- 鋼鐵神兵NEO（1997年，莉莉）
- 魔界轉生（1998年，阿縫）
- 玻璃假面（1998年，扮演瑪麗安的女士）
- 純愛手札（1999年，秋穗實）
- 銀河少女警察 The Animation（1999年—2000年，安琪拉[68]）6作品[系列 13]

2000年代
- 犬木加奈子集 尖叫學校！（日语：不気田くん#OVA）（2000年，蝶子）

2010年代
- Fate/EXTRA劇場（2010年，Saber）[k]
- 亞斯塔蘿黛的後宮玩具！EX（2011年，菲）
- 幻想嘉年華（2011年，紅Saber）
- 只有神知道的世界（2012年，杉本四葉）[69]
- DOG DAYS"（2015年，畢歐蕾·阿瑪雷托[70]）
- 庫洛魔法使 透明牌篇 序幕 小櫻與兩隻小熊（2017年，木之本櫻[71]）
- 碧藍幻想 The Animation Extra 2（2017年，卡莉奧絲特羅）

2020年代
- 鬼燈的冷徹（2020年，中）[l]
- Fate/Grand Carnival（2021年，尼祿·克勞狄烏斯[72]、開膛手傑克[72]）

### 網路動畫
- 戀研！ ～我們被動畫化了！～（日语：こいけん!）（2012年，山吹螢）
- 眼藥水（2016年，軟骨素硫酸酯鈉[73]）
- 【#空帕斯】Voidoll irregular【短篇動畫】（2018，Voidoll）
- Fate/Grand Order -絕對魔獸戰線巴比倫- Episode 0 Initium Iter（2019年，尼祿·克勞狄烏斯）
- 人偶學園（2022年，西琳[74]）
- Fate/Grand Order 搞不懂的藤丸立香「大忘年歡樂會2023」（2023年，尼祿·克勞狄烏斯、開膛手傑克）

### 遊戲
1994年
- 啵咕物語（日语：ぽっぷるメイル）（女孩子B）[m]
- 超真實麻雀PV（日语：スーパーリアル麻雀#スーパーリアル麻雀PV）（早坂晶〈初代〉）3作品[系列 14]

1995年
- 同級生（鈴木美穗）
- 龍騎士&塗鴉（日语：ドラゴンナイト）（露露）
- Private eye dol（日语：プライベート・アイ・ドル）（三原環奈）
- 摔角天使 雙重衝擊（日语：レッスルエンジェルス#レッスルエンジェルス DOUBLE IMPACT）（小縞聰美、科里狙擊手）

1996年
- 愛麗絲 in Cyberland（日语：ありす in Cyberland）（大谷舞）
- 孃樣搜查網（周麗華）
- Go！Go！Birdie Chance（早坂智惠）
- 時空偵探DD 幻影羅蕾萊（日语：時空探偵DD 幻のローレライ）（艾爾溫·格倫茨）
- DE·JA（蓮連）
- 生死格鬥（1996年—1999年，霞）3作品[系列 15]
- 同級生if（鈴木美穗）
- 真愛故事（日语：トゥルー・ラブストーリー）（1996年—1999年，南彌生）3作品[系列 16]
- 忍者亂太郎2（雪子）
- PC Engine FAN Secial CD-ROM2 Vol.1（「心跳放學後俱樂部」CD-ROM版導航）[n]
- BUILDING CRUSH！（妙子）
- FEDA重製版 ～正義的象徵～（日语：フェーダ）（康諾莉·拉夫列西亞）
- 魔法氣泡CD通（日语：ぷよぷよ通）（巴羅梅茲、雙胞胎凱特西）
- Voice Paradise（日语：ボイスパラダイス (ゲーム)） Excela（丹下櫻）
- 銀河少女警察（1996年—1999年，安琪拉）4作品[系列 17]
- 露娜 銀河之星物語（比莉亞、菲西亞）3作品[系列 18]

1997年
- animefreakFX Vol.4（日语：アニメフリークFX#vol.4）（NAMJATOWN（日语：ナンジャタウン）記者[o]）
- 綾香忍傳的一番（日语：あやかし忍伝 くの一番）（久野月葉）
- 妖精樂園（羅絲瑪莉）
- 心跳心跳ON AIR（櫻）2作品[系列 19]
- 純愛手札 Drama Series（1997年—1999年，秋穗實）3作品[系列 20]
- 戀之千年王國（莎芙蘭·吉普賽草）
- 特勤機甲隊2（艾莉·斯諾）
- 靈異獵人 追踨聖徒會的徽章！（闇子）
- Money Idol Exchanger（日语：マネーアイドルエクスチェンジャー）（三越櫻）
- 桃太郎道中記（日语：桃太郎道中記）（雉）
- 悠久幻想曲（日语：悠久幻想曲）系列（1997年—2000年，瑪麗亞·肖特）5作品[系列 21]
- 雷弩機兵蓋布拉夫（日语：雷弩機兵ガイブレイブ）（加伊利塔）
- 拉達曼迪斯G 黑暗魔法（早乙女桃子）
- 惑星攻機隊 Little Cats（日语：惑星攻機隊りとるキャッツ）（莉姆里·亞西安）

1998年
- 大盜五右衛門 道中除妖記（日语：がんばれゴエモン〜でろでろ道中 オバケてんこ盛り〜）（阿光、衝擊小姐）
- 大盜五右衛門 綾繁一家的黑影（日语：がんばれゴエモン〜来るなら恋! 綾繁一家の黒い影〜）（阿光、綾繁凡）
- 仙窟活龍大戰Chaos Seed（日语：仙窟活龍大戦カオスシード）（女主角、旁白）
- 虹色閃爍 ～咕嚕咕嚕大作戰～（桃李）
- 公主戰記（日语：プリンセスクエスト）（卡士達）
- Prism Court（日语：プリズムコート）（澤早苗）
- 封神演義（日语：封神演義 (ゲーム)）（1998年—1999年，鄧嬋玉、雷震子、胡喜媚）2作品[系列 22]
- 雷弩機兵蓋布拉夫II（日语：雷弩機兵ガイブレイブ）（娜尤里塔）
- 真實麻雀冒險 奔向大海 Summer Waltz（日语：スーパーリアル麻雀#スーパーリアル麻雀PV）（早晶）

1999年
- 庫洛魔法使（1999年—2004年，木之本櫻）5作品[系列 23]
- REVIVE… ～蘇生～（日语：Revive 〜蘇生〜）（穗高由月）
- 魔導異元素2 ～暗夜笑聲～（日语：Sequence Palladium）（提亞·威爾）

2000年
- AZITO 3（吉野姬子）
- 綠野仙蹤 ～Another World～ Rung Rung（桃樂絲）
- 俄羅斯方塊 with 庫洛魔法使 永恆的心（日语：テトリス with カードキャプターさくら エターナルハート）（木之本櫻）
- 熱鬥高爾夫（富士子）

2005年
- 伊蘇VI -納比斯汀的方舟-（奧露哈、基薩、馬爾夫）[p]

2009年
- LovePlus（小早川凛子）
- 露娜 銀白星球的和聲（菲西亞、比莉亞）

2010年
- 戀研！（日语：こいけん!）（山吹螢）
- Fate/EXTRA（2010年—2013年，Saber〈尼祿·克勞狄烏斯〉）2作品[系列 24]

2011年
- 生死格鬥 次元（霞α、Alpha-152）
- DUNAMIS15（日语：DUNAMIS15）（後藤真波）
- 符文工廠 藍海奇緣（艾列克托拉·哈塔因·維維亞修）

2012年
- 庫洛魔法使 ～小櫻與不可思議的庫洛牌～（木之本櫻[76]）
- 女友伴身邊（2012年—2024年，克洛艾·魯梅爾[77]）3作品[系列 25]
- 彩虹島物語[80]
- NEW LovePlus（小早川凛子）
- 純愛舞蹈社 ～Mint～（日语：ラブ☆トレ）（朝霧麗奈[81]）
- 走出戶外！花札道中記（日语：とびだせ!トラぶる花札道中記）（Saber）

2013年
- 月英學園 -kou-（日语：月英学園 -kou-）（兼城泉[82]）
- Saga of Fantasm:A[83]
- 巴哈姆特之怒（尤尼科[84]、卡莉奧絲特羅）
- 七龍傳說2020-II[85]
- 幻想戰記[86]
- 桃色大戰（那由他·雪絨花、花崎光蕗）
- 聖潔天使 ～第2風紀委員 少女戰鬥～（代號Ω勞拉、貓手萊姆）

2014年
- Girls×Magic（仁藤司[87]）
- 碧藍幻想（2014年—2024年，卡莉奧絲特羅[88]、瑪裘拉·瑪利烏斯[89]、木之本櫻[90]）4作品[系列 26]
- 巴哈姆特之怒（尤尼科[93]）
- 神話帝國靈魂輪迴（賢女席芭[94]）
- 第3次超級機器人大戰Z 時獄篇／天獄篇（2014年—2015年，克蕾雅·多露西娜）2作品
- NEW LovePlus+（小早川凛子[95]）

2015年
- 三國戰紀WEB（貂蟬[96]）
- 車娘收藏（日语：車なごコレクション）（BRZ、86）
- 白貓Project（艾克賽利亞·庫魯斯[97]）
- 間接之戀V（神木郁琉[98]）
- Fate/Grand Order（2015年—2024年，尼祿·克勞狄烏斯、開膛手傑克[99]、所多瑪之獸／德拉科[100]）2作品[系列 27]
- 公主連接！（日语：プリンセスコネクト!）（伊莉亞·奧恩斯坦[101]）
- 莫比烏斯 最終幻想（艾可[102]）

2016年
- #空帕斯：陣地攻防戰（Voidoll[103]）
- 闇影詩章（尤尼科[104]）
- 白貓網球（艾克賽利亞·庫魯斯）
- 足球甜心（高圓寺潔西卡[105]）
- 星界神話（梅普露[106]）
- 戰舞幻想曲（艾莉卡·弗蘭茲[107]）
- 空姬ACE VIRGIN -銀翼的戰鬥姬-（噴火戰鬥機[108]、SU-17[109] 等[110]）
- 公主之塔（輝夜姬）[111]
- 群星傳奇（日语：テイルズ オブ アスタリア）（卡莉奧絲特羅）
- 凍京NECRO（日语：凍京NECRO〈トウキョウ・ネクロ〉）（Substance-Concept）[q]
- 第一本小說遊戲（拉茲[112]）
- 神隱幻姬（月夜見[113]）
- Fate/EXTELLA（2016年—2018年，尼祿·克勞狄烏斯[114]）2作品[系列 28]
- 燃燒奧德賽（小惡魔馬尼尼[116]）
- 魔裝少女!!!（幸村日向[117]）
- 紅蓮之王Re：3（日语：LORD of VERMILION III）（卡莉奧絲特羅[118]）

2017年
- 究極×進化！戰國Break（茶茶 等）
- 幻獸契約Cryptract（日语：幻獣契約クリプトラクト）（潘朵拉[119]）
- 御城收藏：RE ～CASTLE DEFENSE～（日语：御城プロジェクト）（布拉格城[120][121]）
- 問答RPG 魔法使與黑貓維茲（2017年—2018年，艾克賽莉亞·庫魯斯[122]、木之本櫻[123]）
- 崩壞3（謎之聲音[124]、西琳、武裝人形「西琳」）
- 三國志大戰口袋版（尼祿·克勞狄烏斯）
- 魔法紀錄 魔法少女小圓外傳（和美／昴和美）
- 塗鴉英雄（日语：グラフィティスマッシュ）（愛麗絲）

2018年
- 超異域公主連結☆Re:Dive（2018年—2024年，伊莉亞·奧恩斯坦[125][126]）
- 擂台☆夢想 女子職業摔角大戰（日语：リング☆ドリーム 女子プロレス大戦）（南城檸檬）
- 天華百劍 -斬-（七星劍）
- 曉之 Epica -Union Brave-（日语：暁のエピカ -Union Brave-）（梅普露）
- 黎明之歌（阿莎[127]）
- 格林筆記 Repage（女神庫貝利耶）

2019年
- LoveR（日语：LoveR）（稀陽茉利[128]）
- 蒼藍誓約（赤城、海倫娜[129]）
- 庫洛魔法使 快樂回憶（木之本櫻[130]）
- LovePlus EVERY（小早川凛子[131]）
- 星鳴迴響（花折伊吹[132]）
- 世界彈射物語（卡莉奧絲特羅[133]）

2020年
- LoveR Kiss（日语：LoveR）（稀陽茉利[134]）
- Ace Virgin：再出擊（噴火戰鬥機[135]）
- 刀劍神域 彼岸遊境（卡迪娜爾[136]）
- Ace Archer（高天原[137]）
- 魔法氣泡!! Quest（日语：ぷよぷよ!!クエスト）（木之本櫻[138]）
- 雀魂麻將（艾麗莎[139]）

2021年
- 蔚藍檔案（2021年—2022年，連河潔莉諾〈初代〉[140]）
- 少女前線（PM5）
- 黑潮：深海覺醒（愛丁堡）
- 少女契約（類星體[141]）
- 怪物彈珠（花音[142]）
- 格蘭騎士團（雷兒[143]）

2022年
- 公主連結 Grand Masters（伊莉亞·奧恩斯坦）
- 逆轉奧賽羅尼亞（日语：逆転オセロニア）（費耶諾特）
- #空帕斯 Live Arena（2022年—2023年，Voidoll[144]）
- 聖火降魔錄 英雄雲集（2022年—2024年，恩布拉[145]）

2023年
- 迪士尼 扭曲仙境（主任〈Shroud家母親〉[146]）
- 幻塔（菲利路[147]）

2024年
- 白貓高爾夫（艾克賽莉亞·克魯斯[148]）

2025年
- 賽馬娘 Pretty Derby（海星宮（日语：ハイセイコー）[149]）

### 外語配音

#### 電影
- 銀色獵物（英语：Sliver (film)）（1994年）※影碟版。

#### 電視影集
- 通往埃文利之路（英语：Road to Avonlea）（1996年—1997年，莎拉·斯坦利〈莎拉·波莉〉）
- 急診室的春天 (第5季)（1998年，蘿拉）

#### 動畫
- 暖心小象（英语：Magic Adventures of Mumfie）（1994年，平琪）
- 湯姆貓與傑利鼠（2014年，尼布爾斯）※COSMIC出版版。

#### 人偶劇
- 湯瑪士小火車（1995年，南茜）

### 廣播節目
※記號表示網路廣播。
1990年代
- Picture Land CLUB II（1995年1月—1996年9月，關西電台 Datum Polystar公關節目）
- 更多！純愛手札（日语：もっと!ときめきメモリアル）（1995年4月15日—1996年3月30日，文化放送）
- 奇幻世界 -週四- MAZE爆熱時間（日语：ファンタジーワールド）（1996年4月11日—9月，TBS電台）
- 金月真美 MOONLIGHT LIPS（1996年10月—1997年9月26日，NACK5）
- VOICE OF WONDERLAND（1996年11月，JFN）
- CLUB純愛手札（日语：CLUBときめきメモリアル）（1997年4月—1998年3月，文化放送、大阪電台）
- 電腦戰隊VOOGIE'S★ANGEL SSR（日语：電脳戦隊ヴギィ'ズ★エンジェル）（1997年4月5日—9月27日，關西電台）
- 冰上恭子與丹下櫻的龍偵探局（日语：KADOKAWA電波マガジン#火曜日）（1997年10月7日—1998年9月，TOKYO FM）
- 2010年電台之旅 機器人播音員 MAICO2010（日语：MAICO2010）（1997年—1998年，日本放送）
- 冰上、丹下的麻煩巧克力（日语：トラブルチョコレート）（1998年10月—1999年3月，TOKYO FM）
- Alice ON WONDER-NET（1998年11月1日—1999年3月28日，NACK5）
- 冰上、丹下的麻煩巧克力聊天（日语：トラブルチョコレート）（1999年4月—2000年3月，TOKYO FM）

2000年代
- 丹下櫻的RADIO·A·La·Mode（日语：丹下桜のRADIO・A・La・Mode）（2009年10月11日—2023年3月25日，超！A&G+）※

2010年代
- 動物偵探奇魯米電台＋（2010年2月4日—2010年3月25日，大阪電台、animateTV（日语：アニメイトタイムズ）※）
- （2012年4月14日—2014年3月11日，HiBiKi Radio Station（日语：HiBiKi Radio Station））※[r][150]
- （2012年9月3日—28日，NHK-FM）
- （2013年4月27日—2014年3月29日，NHK第一套廣播）
- Fate/EXTRA 月海原學園廣播社（2013年7月22日—2014年12月19日，animateTV）※
- 今夜也LBR!!（日语：今夜もLBR!!）（2014年3月25日—2015年3月24日，音泉）※[151]
- 如果折斷她的旗電台（2014年4月4日—7月18日，音泉）※[152]
- music and comic！+ 支持者+女友伴身邊（日语：ミュ〜コミ+プラス#「サポーターズプラス」サポーター一覧）（2014年6月、10月，飾 克洛艾·魯梅爾[153][154]，日本放送）
- 地球電台（日语：ちきゅうラジオ）（2018年4月—，飾 麻雀，NHK第一套廣播）
- 庫洛魔法使 透明牌篇 快樂回憶電台（2019年2月26日—2020年5月19日，HiBiKi Radio Station）※

2020年代
- story telling cafe（2023年7月1日—，YouTube）※

### 廣播劇CD
1994年
- 黑水仙 ～天使墜落之日～（日语：内田一奈）（橘高怜水〈童年時期〉）

1995年
- 孃樣搜查網 ～卒業Cross World 廣播劇收藏集～（周麗華）
- 格鬥天王'94（坂崎百合（日语：ユリ・サカザキ））
- 可愛天使 超豪華 夢之祭典（蘭華）
- 兵蜂PARADISE 2（ソレイユ）
- 電擊CD文庫EX 魔域幽靈 ～The Night Warriors～（菲莉西亞）
- 夢幻之星 ～被封印的記憶～（NM-2011）
- 別認輸了！魔劍道（日语：負けるな!魔剣道）（麥肯羅）
- 歡迎來到微笑寮！（日语：ようこそ!微笑寮へ） 形象專輯（間島麻琴）
- 真·聖刻 序幕 CD戲院（蜜雪兒）
- （風華）

1996年
- 安琪莉可外傳 ～無限音階～ Vol.1 - Vol.4（盧＝安娜）
- 超真實麻雀PV（日语：スーパーリアル麻雀PV）回憶（早坂晶）
- 電腦戰隊VOOGIE'S★ANGEL（日语：電脳戦隊ヴギィ'ズ★エンジェル）（米蒂 the Girl）12作品[系列 29]
- 月刊純愛手札—17作品[系列 30]
- 寄生前夜（安齊麻里子）
- MAZE☆爆熱時空（蜜露·瓦爾納）8作品[系列 31]
- 銀河少女警察 東方都會事件簿 #0—4（安琪拉）

1997年
- 綾香忍傳的一番（日语：あやかし忍伝 くの一番） 外傳（其之壹）—（其之貳）（久野月葉）
- Elfin Paradise（羅絲瑪莉）
- 真愛故事（日语：トゥルー・ラブストーリー） 廣播劇CD系列 VOL.3 ～夏色和諧～（南彌生）
- 2010年電台之旅 機器人播音員 MAICO2010（日语：MAICO2010）（MAICO）
- 戀之千年王國 外傳（莎芙蘭·吉普賽草）
- 紅屋25時 ～主菜是神秘的2～（廣播劇）
- Prism Court（日语：プリズムコート）（澤早苗）
- Voice Paradise（日语：ボイスパラダイス (ゲーム)#ドラマCD）（羅絲瑪莉）
- 炎之蜃氣樓 鷲啊！你是為了誰而飛翔（仰木美彌）
- Money Idol Exchanger（日语：マネーアイドルエクスチェンジャー）（三越櫻）
- 悠久幻想曲 廣播劇CD（日语：悠久幻想曲#ドラマCD）（瑪麗亞·肖特）

1998年
- 庫洛魔法使 原創廣播劇專輯（木之本櫻）2作品[系列 32]
- 廣播劇CD  1—2（沙桐）
- CD廣播劇（トルテ）
- 純愛手札 虹色青春 forever Vol.1—5（秋穗實）
- 純愛手札 彩之戀曲 with you vol.1—5（秋穗實）
- 廣播劇CD 麻煩巧克力（日语：トラブルチョコレート） vol.1—2（雛乃、紅豆 等）
- BURN-UP EXCESS plus FILE 1 - 5（莉莉卡）
- 悠久幻想曲 2nd Album（日语：悠久幻想曲#ドラマCD） 廣播劇CD vol.1—2（瑪麗亞·肖特）
- 雷弩機兵蓋布拉夫（日语：雷弩機兵ガイブレイブ） 廣播劇 Vol.1—3（加伊利塔）

1999年
- 餓沙羅鬼見聞錄（村井沙生中尉）2作品[系列 33]
- D·N·ANGEL WINK系列（原田梨紗）
- HEAVEN Vol.1 ROOM／妻（廣播劇「同居人」）
- CD廣播劇收藏集 封神演義（日语：封神演義 (ゲーム)） LEVEL I—III（雷震子）
- 悠久幻想曲 ensemble（日语：悠久幻想曲#ドラマCD） 廣播劇CD vol.1—2（瑪麗亞·肖特）
- REVIVE… ～蘇生～（日语：Revive 〜蘇生〜） CD廣播劇 portrait-1—2（穗高由月）

2000年
- 無限的未知 第1卷—第3卷（和泉梢）
- CD廣播劇DUO 來自遠方 Vol.4（吉娜哈斯）
- D·N·ANGEL WINK Drama Compact Disc TARGET:SLEEPING BEAUTY（原田梨紗）
- 傀儡師左近 原創廣播劇專輯 II ～外傳 怨戀振袖業火地獄～（秋月四帆）
- 悠久組曲 All Star Project（日语：悠久幻想曲#ドラマCD） 廣播劇CD vol.1（瑪麗亞·肖特）

2005年
- Monthly 萌音（日语：萌音#ドラマCD）系列（松嶋友萌）[p]8作品[系列 34]

2009年
- 夢幻之星 ～被封印的記憶～ 廣播劇CD&粉絲書

2010年
- 停電少女和羽蟲的管弦樂 第三樂章：命（李朱）
- 2011 ～開幕盤～（ぴーえすさん）

2011年
- DOG DAYS 廣播劇BOX vol.1（畢歐蕾·阿瑪雷托）
- B.A.D. 嘲笑髑髏（繭墨阿座化）

2012年
- 怪異虛幻博覽亭（日语：怪異いかさま博覧亭） 第二弾（空木[155]）

2013年
- 睡在你的腿上！ ～primavera intermezzo～（日语：おやすみなさいは一度だけ）（明保野爽香[156]）
- 怪異虛幻博覽亭 第三彈（空木[157]）
- 琥珀TALK（紅Saber）[s]
- 傲嬌萌酒（春日野櫻子[158]）[t]
- Fate/EXTRA系列（Saber[159]）

2014年
- 想變成宅女，就讓我當現充！ 廣播劇CD vol.2（柏田明[160]）
- Cocoon World（日语：ファイブリア）（塔利亞[161]）
- 聖劍與魔龍的世界 廣播劇CD 「聖劍與魔龍的Dead Air」（莉薇亞＝奧古斯都[162]）
- 耳朵和尾巴和陪睡的故事（卡琳[163]）[164]

2015年
- 創聖機械天使EVOL 禁斷合體（克蕾雅·多露西娜）[165][u]
- 聖劍與魔龍的世界 廣播劇CD「聖劍與魔龍的真世界」（莉薇亞＝奧古斯都[166]）
- 盟約的利維坦（愛娜斯塔西亞·魯班什維利[167]）

2016年
- （[168]）
- 自稱賢者弟子的賢者（米拉[169]）
- 灰姑娘十一（高圓寺潔西卡[170]）[171]
- （[170]）[171]

2019年
- Binaural百合廣播劇CD「日落螢火蟲」（谷中螢[172]）

2020年
- 超異域公主連結☆Re:Dive PRICONNE CHARACTER SONG 14（伊莉亞·奧恩斯坦）

### 朗讀CD
- music counselor With Healing Voice 放鬆 讓我們放鬆一下（1996年）
- music counselor With Healing Voice 重拾信心 相信你能做到（1996年）
- （參加音軌17、20，1998年）
- （參加音軌10、17，1999年）
- （參加音軌4、9，1999年）
- （參加音軌2、9，1999年）

### 廣播CD
- ○了解聲優!! 廣播預備學校（1996年）
- 電腦戰隊VOOGIE'S★ANGEL SR（日语：電脳戦隊ヴギィ'ズ★エンジェル） 菊池志穗的SUPER RADIO VOL.1—2（1996年—1997年）嘉賓
- 金月真美 MOONLIGHTLIPS—10作品[系列 35]
- Picture Land CLUB II.5（1997年）[v]
- Alice ON WONDER-NET I—II（1999年）
- DISC JE T'AIME（日语：ラジオジュテーム#番組CD）…3（1999年）嘉賓
- 森川智之&檜山修之 這是給你們的 BARASHI！丹下櫻篇（1999年）嘉賓
- 丹下櫻的RADIO·A·La·Mode（日语：丹下桜のRADIO・A・La・Mode） ～2014夏祭～（2014年）[164][173]
- 如果折斷她的旗電台 Vol.2（2014年）[164]
- 今夜也LBR!!（日语：今夜もLBR!!） Vol.1（2014年）[164]
- 棺音嘉依卡 Vol.3（2015年）[174]

### 其它CD
- CD書 成為聲優之路（1995年）
- SEIGURA SOUND IMAGINATION CD MAGAZINE Vol.3（1996年）
- 真愛故事（日语：トゥルー・ラブストーリー） 禮品CD（1997年）[w]
- 井上喜久子的「月刊與姐姐一起」10月號（1997年）嘉賓
- WOWOW ANIME COMPLEX（日语：アニメコンプレックス）試播視訊＋CD[x]（PONY CANYON，1998年）

### 數位內容
CD-ROM
- 丹下櫻的語音鬧鐘（系統語音，TAKI CORPORATION（日语：たき工房），年份不詳）
- 丹下櫻的SUPER PREMIUM VOICE CDS（NEC、《PC Engine FAN（日语：PC Engine FAN）》雜誌軟體郵購項目，非賣品，年份不詳）
- Voice Collection Vol.9 丹下櫻（系統語音，株式會社廣美，1995年）
- TECH Win（日语：テックウィンDVD） Voice Fan（系統語音，1996年3月號附錄CD-ROM，1996年）
- 聲優ROM Revolution（飾 早乙女桃子，系統語音，株式會社O-TWO（日语：オーツー (ゲーム会社)），1996年）
- 女神降臨（飾 報春花，HEXA，1996年）
- Voice Graphy Vol.1（系統語音，1996年）
- DATA IMPRESSION 2（系統語音，新潟Canon技術（日语：キヤノンイメージングシステムズ），1997年）
- 小櫻的輕鬆導師：NEC掃描器 MultiReader 附錄CD-ROM（飾 ，系統語音，1997年）
- 初次見面！我是小櫻！（飾 木之本櫻，系統語音，1997年）
- 天使的喜悅（飾 福蒂〈Cyphotilapia Fleurquifer〉，Mathis開發室，1998年）
- 和小櫻一起玩！（飾 木之本櫻，系統語音，1999年）
- TECH Win 1999年7月號附錄CD-ROM Voice Fan（系統語音，1999年）
- TECH Win 1999年11月號附錄CD-ROM Clip Idol（系統語音，1999年）
- 和小櫻一起玩2！小櫻的電腦工具箱（飾 木之本櫻，系統語音，2000年）

應用程式
- kikel.jp（負責《美人魚》和《彼得潘》的繪本朗讀，智慧型手機有聲書應用程式，2012年）
- （飾 赤井美咲[175]，動畫朗讀應用程式，2013年）

視訊串流
- 丹下櫻與熊井統子「Smile Broadcasting」[176]（niconico頻道，2018年10月、11月、12月）

個人電腦
- Type:YOU（原版電腦系統語音[177]，SmashCore，2021年）

### 視訊演出
- It's say you!! VOL.1—3 ※VOL.2為主要演員（日本古倫美亞，1995年）
- （TBS，1998年）

### 連載
- Dear. stories—刊登於《MEGU（日语：月刊OUT#Magazine MEGU）》內的「VOICE ACTOR'S ESSAY」欄位。（1995年12月號—1996年12月號）
- —刊登於《AnimeV（日语：アニメV）》。（1996年9月號—1997年1月號）
- MAKE ME SMILE—刊登於《SEIGURA》。（Vol.14（1997年12月號）—Vol.20（1999年1月號）
- —在《The PlayStation（日语：ザ・プレイステーション）》上每月刊登一次。（1998年1月9日、16日合併號—1998年6月12日、19日合併號）
- From Angel—在《hm3》和《hm3 SPECIAL》中以ANGEL的名義發表。（hm3 Vol.23（2002年2月）—終了時期不明）
- —發表於《AnicanJP（日语：アニカン）》。（2010年3月—2015年3月）

### 其它
- 標題不明（最年輕的恐龍[178]）[y]
- 炎之蜃氣樓 COBALT TOKIMEKI TELEPHONE（飾 仰木美彌，朗讀服務，1993年）
- （飾 辦公室女職員，NHK教育，1994年）
- 聲優Gift Box（DoCoMo獨家內容，1998年）
- Won！Tertainment Music Channel（日语：ワンタメ ミュージックチャンネル）「Polyrhythm」（獨奏部分）
- clarion 方言版下載語音（日语：ダウンロードボイス）（飾 大神凜子[179]，系統語音，2014年）
- 究極×進化！戰國Break（飾 茶茶，【鈴聲（冠SR）】與【春風迴響（冠UR）】）
- SOTETSUSTORY[180]
- 角子機 女友伴身邊 ～聖櫻學園回憶錄～（克洛艾·魯梅爾）
- P女友伴身邊（克洛艾·魯梅爾）

## 音樂作品

### 單曲
| 枚數               | 發行日期       | 單曲名稱（日文原名）                  | 規格編號    | oricon 最高排名 |
| 丹下櫻 名義        | 丹下櫻 名義    | 丹下櫻 名義                           | 丹下櫻 名義 | 丹下櫻 名義     |
| ------------------ | -------------- | ------------------------------------- | ----------- | --------------- |
| 1st                | 1997年1月1日   | 用你的方式擁抱我/True Love（）        | KIDA-7620   | 第69名          |
| 2nd                | 1997年6月21日  | MAKE YOU SMILE/至今還很遠Lovesong（） | KIDA-7626   | 第86名          |
| 3rd                | 1997年7月24日  | tune my love                          | KIDA-7628   | 第76名          |
| 4th                | 1997年8月21日  | 只有兩種顏色的調色盤/Day dream（）    | KIDA-7630   | 第62名          |
| 5th                | 1998年3月27日  | CATCH UP DREAM                        | KIDA-7640   | 第49名          |
| 6th                | 1998年9月4日   | FREE                                  | KIDA-7647   | 第47名          |
| 7th                | 1998年11月27日 | Stand by Me                           | KIDA-7649   | 第47名          |
| 8th                | 1999年3月5日   | Wonder Network/private link           | KIDA-7652   | 第49名          |
| 9th                | 1999年7月23日  | Bright shine on Time                  | KMDS-1      | 第47名          |
| 10th               | 1999年9月22日  | TO LOVE                               | KMDS-2      | 第41名          |
| 11th               | 2000年2月4日   | 來自未來的航空郵件（）                | KMDS-7      | 第50名          |
| ※                  | 2000年3月24日  | IN THE FUTURE                         | TFM-004     | 圈外            |
| Little Seraph 名義 |                |                                       |             |                 |
| 1st                | 2000年11月24日 | AIR COMMUNICATION                     | WFCC-2001   | 圈外            |
| 2nd                | 2001年3月24日  | 奇蹟之風（）                          | WFCC-2002   | 圈外            |
| 3rd                | 2001年8月31日  | SUN SPLASH                            | WFCC-2005   | 圈外            |
| 4th                | 2002年1月25日  | Holy Love                             | WFCC-2009   | 圈外            |
| ANGEL 名義         |                |                                       |             |                 |
| 1st                | 2002年2月27日  | LOVE                                  | POCE-2047   | 圈外            |
| 2nd                | 2002年5月29日  | SMILE                                 | POCE-2069   | 圈外            |
| 3rd                | 2002年8月28日  | CHEER                                 | POCE-2080   | 圈外            |
| 4th                | 2002年11月27日 | HAPPY                                 | POCE-2085   | 第95名          |
| 5th                | 2003年2月26日  | SWEET                                 | POCE-2152   | 第125名         |
| 6th                | 2003年3月1日   | CHERISH                               | WFCC-2015   | 圈外            |
| 7th                | 2003年5月28日  | PEACE                                 | POCE-2154   | 第147名         |
| 8th                | 2003年8月27日  | HEALING                               | POCE-2155   | 第123名         |
| 名義               |                |                                       |             |                 |
| 1st                | 2004年4月28日  |                                       | WYCC-4000   | 第129名         |
| 2nd                | 2004年6月30日  |                                       | WYCC-4001   | 第172名         |
| 3rd                | 2004年9月29日  |                                       | WYCC-4002   | 第175名         |
| 4th                | 2004年12月22日 |                                       | WYCC-4003   | 圈外            |
| 5th                | 2005年3月23日  |                                       | WYCC-4005   | 第198名         |
| 6th                | 2005年6月29日  |                                       | WYCC-4006   | 圈外            |
| 7th                | 2005年9月28日  |                                       | WYCC-4007   | 第171名         |

#### 合作單曲
| 枚數 | 發行日期       | 單曲名稱（日文原名）                                | 名義              | 規格編號   | oricon 最高排名 |
| ---- | -------------- | --------------------------------------------------- | ----------------- | ---------- | --------------- |
| 1st  | 1999年12月15日 | C.H.O.C.O.                                          | 丹下櫻 & 冰上恭子 | AVDA-14006 | 第74名          |
| 2nd  | 2000年3月8日   | 想見你 ～Missing You～ Millennium Dance Version（あなたに逢いたくて ～Missing You～ Millennium Dance Version） | 丹下櫻 & 冰上恭子 | AVDA-14015 | 第70名          |

### 專輯

#### 原創專輯
| 枚數               | 發行日期       | 專輯名稱（日文原名）          | 規格編號    | oricon 最高排名 |
| 丹下櫻 名義        | 丹下櫻 名義    | 丹下櫻 名義                   | 丹下櫻 名義 | 丹下櫻 名義     |
| ------------------ | -------------- | ----------------------------- | ----------- | --------------- |
| 1st                | 1996年11月21日 | Be Myself                     | KICA-7726   | 第47名          |
| 2nd                | 1997年10月3日  | MAKE YOU SMILE                | KICA-7802   | 第26名          |
| 3rd                | 1998年9月23日  | New Frontier                  | KICA-7894   | 第23名          |
| 4th                | 1999年10月22日 | Neo-Generation                | KMCS-4      | 第20名          |
| 5th                | 2011年3月30日  | VOCALIUM                      | XQKE-1001   | 第66名          |
| Little Seraph 名義 |                |                               |             |                 |
| 1st                | 2001年10月5日  | WONDER-MUSEUM                 | WFCC-2006   | 圈外            |
| 2nd                | 2003年1月1日   | WONDER MUSEUM 2               | WFCC-2014   | 圈外            |
| ANGEL 名義         |                |                               |             |                 |
| 1st                | 2003年3月26日  | CHERISH                       | POCE-2153   | 第216名         |
| 2nd                | 2003年10月29日 | RAINBOW                       | POCE-2156   | 第180名         |
| 名義               |                |                               |             |                 |
| 1st                | 2005年2月23日  | Cherry A La Mode Collection 1 | WYCC-4004   | 圈外            |
| 2nd                | 2005年12月7日  | Cherry A La Mode Collection 2 | WYCC-4008   | 圈外            |

#### 迷你專輯
| 枚數               | 發行日期       | 專輯名稱（日文原名） | 規格編號    | oricon 最高排名 |
| 丹下櫻 名義        | 丹下櫻 名義    | 丹下櫻 名義          | 丹下櫻 名義 | 丹下櫻 名義     |
| ------------------ | -------------- | -------------------- | ----------- | --------------- |
| 1st                | 1995年11月25日 | Love Stories         | TKCA-70769  | 圈外            |
| 2nd                | 1999年3月26日  | Alice                | KICA-7956   | 第41名          |
| 3rd                | 2009年4月29日  | 願櫻花為你綻放…（桜きみに咲きますように…）  | WYCC-4013   | 第182名         |
| 4th                | 2012年3月28日  | liberty              | XQKE-1005   | 第130名         |
| 5th                | 2013年3月20日  |                      | XQKE-1006   | 第125名         |
| 6th                | 2015年3月18日  | shooting star        | XQKE-1007   | 第121名         |
| Little Seraph 名義 |                |                      |             |                 |
| 1st                | 2004年10月31日 | FULL VOICE           | WFCC-2020   | 圈外            |
| 名義               |                |                      |             |                 |
| 1st                | 2006年10月25日 |                      | WYCC-4009   | 圈外            |
| 2nd                | 2007年10月14日 | Venus Note           | WYCC-4012   | 圈外            |

#### 精選專輯
| 枚數        | 發行日期      | 專輯名稱（日文原名）    | 規格編號    | oricon 最高排名 |
| 丹下櫻 名義 | 丹下櫻 名義   | 丹下櫻 名義             | 丹下櫻 名義 | 丹下櫻 名義     |
| ----------- | ------------- | ----------------------- | ----------- | --------------- |
| 1st         | 2000年3月16日 | SAKURA                  | KMCS-8      | 第29名          |
| 2nd         | 2000年8月3日  | MARINE                  | KMCS-9      | 第47名          |
| 3rd         | 2001年1月24日 | SPUR                    | KMCS-19     | 第53名          |
| 4th         | 2011年6月8日  | 丹下櫻 Perfect Best（丹下桜 パーフェクト·ベスト） | KICS-1660   | 第157名         |
| 5th         | 2011年6月29日 | Music A La Mode         | XQKE-1003/4 | 第108名         |
| 6th         | 2017年3月22日 |                         | XQKE-1008/9 | 第113名         |
| 名義        |               |                         |             |                 |
| 1st         | 2007年3月21日 |                         | WYCC-4010   | 圈外            |

#### 企劃專輯
| 枚數        | 發行日期      | 專輯名稱（日文原名） | 規格編號    | oricon 最高排名 |
| 丹下櫻 名義 | 丹下櫻 名義   | 丹下櫻 名義          | 丹下櫻 名義 | 丹下櫻 名義     |
| ----------- | ------------- | -------------------- | ----------- | --------------- |
| 1st         | 2010年2月10日 | Musees de Sakura     | SSCX-10506  | 第48名          |

#### 其它
| 發行日期      | 專輯名稱（日文原名）             | 規格編號    |             |             |
| 丹下櫻 名義   | 丹下櫻 名義                      | 丹下櫻 名義 | 丹下櫻 名義 | 丹下櫻 名義 |
| ------------- | -------------------------------- | ----------- | ----------- | ----------- |
| 1999年8月27日 | SAKURA TANGE INSTRUMENTAL TRACKS | KMCA-22     |             |             |
| ANGEL 名義    |                                  |             |             |             |
| 2002年5月24日 | LIVE·ANGEL                       | WFCC-2012   |             |             |

### CD書
| 枚數               | 發行日期           | CD書名稱（日文原名）        | 規格編號           |                    |
| Little Seraph 名義 | Little Seraph 名義 | Little Seraph 名義          | Little Seraph 名義 | Little Seraph 名義 |
| ------------------ | ------------------ | --------------------------- | ------------------ | ------------------ |
| 1st                | 2001年7月27日      | Angel Poetry/ANGELIC ALICE  | WFCC-2003          |                    |
| 2nd                | 2001年11月23日     | Angel Poetry2/ANGELIC ALICE | WFCC-2007          |                    |
| 3rd                | 2002年3月31日      | Angel Poetry3/ANGELIC ALICE | WFCC-2010          |                    |

### 商業搭配
| 樂曲                 | 商業搭配                                                  | 年份   |
| -------------------- | --------------------------------------------------------- | ------ |
| 用你的方式擁抱我     | TBS電台《奇幻世界 MAZE爆熱時間》1996年11月份片尾主題曲    | 1996年 |
| MAKE YOU SMILE       | 文化放送《CLUB純愛手札》片尾主題曲（第1代）               | 1997年 |
| 至今還很遠Lovesong   | 廣播劇CD《純愛手札 虹色青春》片尾主題曲                   | 1997年 |
| tune my love         | 廣播劇《2010年電台之旅 機器人播音員 MAICO2010》片尾主題曲 | 1997年 |
|                      | 廣播劇《2010年電台之旅 機器人播音員 MAICO2010》形象歌曲   | 1997年 |
| 只有兩種顏色的調色盤 | 文化放送《CLUB純愛手札》片尾主題曲（第2代）               | 1997年 |
| Day dream            | KBS京都《金月真美的MOONLIGHT LIPS》片尾主題曲             | 1997年 |
| CATCH UP DREAM       | 文化放送《CLUB純愛手札》片尾主題曲（第3代）               | 1998年 |
|                      | 廣播劇CD《純愛手札 虹色青春》形象歌曲                     | 1998年 |
| Stand by Me          | JFN《冰上、丹下的麻煩巧克力》片頭主題曲                   | 1998年 |
| Wonder Network       | NACK5《Alice ON WONDER-NET》片頭主題曲                    | 1999年 |
| private link         | NACK5《Alice ON WONDER-NET》片尾主題曲                    | 1999年 |
| Thinking Of You      | NACK5《Alice ON WONDER-NET》片尾主題曲                    | 1999年 |
| Bright shine on Time | JFN《冰上、丹下的麻煩巧克力聊天》片頭主題曲               | 1999年 |
| TO LOVE              | JFN《冰上、丹下的麻煩巧克力聊天》片頭主題曲               | 1999年 |
| Neo-Generation       | JFN《冰上、丹下的麻煩巧克力聊天》片頭主題曲               | 1999年 |
|                      | JFN《冰上、丹下的麻煩巧克力聊天》片頭主題曲               | 1999年 |
| 來自未來的航空郵件   | JFN《冰上、丹下的麻煩巧克力聊天》片頭主題曲               | 2000年 |
| You Are My Destiny   | 廣播節目《丹下櫻的RADIO·A·La·Mode》片頭主題曲             | 2009年 |
|                      | 廣播節目《丹下櫻的RADIO·A·La·Mode》片頭主題曲             | 2010年 |
| more than loving you | 廣播節目《丹下櫻的RADIO·A·La·Mode》片尾主題曲             |        |
|                      | 廣播節目《丹下櫻的RADIO·A·La·Mode》片頭主題曲             | 2011年 |
|                      | 廣播節目《丹下櫻的RADIO·A·La·Mode》片尾主題曲             | 2011年 |
| liberty              | 廣播節目《丹下櫻的RADIO·A·La·Mode》片頭主題曲             | 2012年 |
|                      | 廣播節目《丹下櫻的RADIO·A·La·Mode》片尾主題曲             | 2012年 |
|                      | 廣播節目《丹下櫻的RADIO·A·La·Mode》片頭主題曲             | 2013年 |
| one more dream       | 廣播節目《丹下櫻的RADIO·A·La·Mode》片尾主題曲             | 2013年 |
| shooting star        | 廣播節目《丹下櫻的RADIO·A·La·Mode》片頭主題曲             | 2014年 |
| my little love       | 廣播節目《丹下櫻的RADIO·A·La·Mode》片尾主題曲             | 2014年 |
| Let me cheer         | 廣播節目《丹下櫻的RADIO·A·La·Mode》片頭主題曲             | 2015年 |
| airway blue          | 廣播節目《丹下櫻的RADIO·A·La·Mode》片尾主題曲             | 2015年 |
| 君だけが使える魔法   | 廣播節目《丹下櫻的RADIO·A·La·Mode》片頭主題曲             | 2016年 |
|                      | 廣播節目《丹下櫻的RADIO·A·La·Mode》片尾主題曲             | 2016年 |

### 影像作品
| 枚數 | 發行日期       | 影像名稱（日文原名）      | 規格編號 | oricon最高排名 |
| ---- | -------------- | ------------------------- | -------- | -------------- |
|      | 1997年6月21日  | KONAMI ALL STAR FESTA '97 |          |                |
| 1st  | 1998年10月9日  | New Frontier              |          |                |
|      | 1999年12月18日 | VOICE FESTIVAL TO 2000    |          |                |
|      | 2013年1月16日  | TYPE-MOON Fes.BD-BOX      |          |                |

### 作詞提供
- 《龍之子 VS. CAPCOM 英雄交鋒世代（日语：タツノコ VS. CAPCOM）》主題歌「across the border」
- Won！Tertainment Music Channel（日语：ワンタメ ミュージックチャンネル）
- rain book（日语：rain book）（收錄於單曲、專輯《slow music》）（收錄於單曲）（收錄於）
- 後藤沙緒里專輯《f（日语：f (後藤沙緒里のアルバム)）》、《platinum（日语：platinum (後藤沙緒里のアルバム)）》
- 竹達彩奈單曲《棉花糖（日语：週末シンデレラ）》
- 《女友伴身邊（♪）》克洛伊·勒梅爾樂曲、
- 《碧藍幻想》角色歌曲「Never Ending Fantasy」、「Happy New Genesis GRANBLUE FANTASY」

### 角色歌曲
| 發行日期 | 商品名稱                                                      | 歌 | 樂曲                                                 | 備註                                                                        |
| 1995年   | 1995年                                                        | 1995年 | 1995年                                               | 1995年                                                                      |
| -------- | ------------------------------------------------------------- | --- | ---------------------------------------------------- | --------------------------------------------------------------------------- |
| 2月21日  |                                                               | 佐久間鈴（丹下櫻） | 「」                                                 | 電視動畫《橘子醬男孩》角色歌曲                                              |
| 5月31日  | 超真實麻雀PV（Windows 95版）                                  | 早晶（丹下櫻） | 「」                                                 | 遊戲《超真實麻雀PV》相關歌曲                                                |
| 1996年   |                                                               | |                                                      |                                                                             |
| 1月20日  | 更多更多Radical Fight！                                       | ANGEL'S | 「」                                                 | 廣播劇CD《電腦戰隊VOOGIE'S★ANGEL》片頭主題曲                                |
| 3月20日  | 電腦戰隊VOOGIE'S★ANGEL Vol.1                                  | ANGEL'S | 「Gimme Love」                                       | 廣播劇CD《電腦戰隊VOOGIE'S★ANGEL》相關歌曲                                  |
| 3月20日  | 電腦戰隊VOOGIE'S★ANGEL Vol.1                                  | 米蒂（丹下櫻） | 「」                                                 | 廣播劇CD《電腦戰隊VOOGIE'S★ANGEL》相關歌曲                                  |
| 4月24日  | 戀愛搜査網                                                    | Virgo | 「」                                                 | OVA《孃樣搜查網》主題歌                                                     |
| 4月24日  | 戀愛搜査網                                                    | Virgo | 「」                                                 | OVA《孃樣搜查網》片尾主題曲                                                 |
| 4月24日  | MAZE☆爆熱時空 幻光流2                                         | 蜜露·瓦爾納（丹下櫻） | 「」                                                 | 廣播劇CD《MAZE☆爆熱時空》相關歌曲                                           |
| 4月25日  | 銀河少女警察 歌曲集                                           | 安琪拉（丹下櫻） | 「」 「」                                            | 遊戲《銀河少女警察》相關歌曲                                                |
| 5月21日  | 電腦戰隊VOOGIE'S★ANGEL Vol.2                                  | ANGEL'S | 「」                                                 | 廣播劇CD《電腦戰隊VOOGIE'S★ANGEL》相關歌曲                                  |
| 7月20日  | 電腦戰隊VOOGIE'S★ANGEL Vol.3                                  | ANGEL'S | 「Girl Friends」                                     | 廣播劇CD《電腦戰隊VOOGIE'S★ANGEL》相關歌曲                                  |
| 8月7日   | 純愛手札 piano collection                                     | 秋穗實（丹下櫻） | 「」                                                 | 遊戲《純愛手札》角色歌曲                                                    |
| 9月21日  | 電腦戰隊VOOGIE'S★ANGEL Vol.4                                  | ANGEL'S | 「POPCORN TOWN」                                     | 廣播劇CD《電腦戰隊VOOGIE'S★ANGEL》相關歌曲                                  |
| 11月21日 | 電腦戰隊VOOGIE'S★ANGEL Vol.5                                  | ANGEL'S | 「STARliGHT」                                        | 廣播劇CD《電腦戰隊VOOGIE'S★ANGEL》相關歌曲                                  |
| 1997年   |                                                               | |                                                      |                                                                             |
| 1月21日  | 真愛故事 形象專輯 Memorial Songs                              | 南彌生（丹下櫻） | 「Half Moon」                                        | 遊戲《真愛故事》相關歌曲                                                    |
| 2月21日  | 電腦戰隊VOOGIE'S★ANGEL音樂集 THE SONG FOR SONGS               | Cherish♥Monkey | 「」                                                 | 《電腦戰隊VOOGIE'S★ANGEL》相關歌曲                                          |
| 9月20日  | 更多更多Radical Fight！ ［New Version］                       | ANGEL'S | 「」                                                 | OVA《電腦戰隊VOOGIE'S★ANGEL》片頭主題曲                                     |
| 9月20日  | 更多更多Radical Fight！ ［New Version］                       | Cherish♥Monkey | 「」                                                 | OVA《電腦戰隊VOOGIE'S★ANGEL》片尾主題曲                                     |
| 9月26日  | The Song book Of Elfin Paradise ～妖精樂園歌曲集～            | 羅絲瑪莉（丹下櫻） | 「」                                                 | 遊戲《妖精樂園》相關歌曲                                                    |
| 9月26日  | The Song book Of Elfin Paradise ～妖精樂園歌曲集～            | 羅絲瑪莉（丹下櫻） | 「」                                                 | 遊戲《妖精樂園》相關歌曲                                                    |
| 11月21日 | True Love Story Vocal Collection                              | 南彌生（丹下櫻） | 「」                                                 | 遊戲《真愛故事》相關歌曲                                                    |
| 1998年   |                                                               | |                                                      |                                                                             |
| 4月20日  | The Song for Songs 2                                          | 米蒂（丹下櫻） | 「」                                                 | 廣播劇CD《電腦戰隊VOOGIE'S★ANGEL》相關歌曲                                  |
| 4月24日  |                                                               | （丹下桜） | 「QT」                                               | 廣播劇CD《》插入歌                                                          |
| 4月24日  | 純愛手札 虹色青春 forever Vol.4                               | 秋穗實（丹下櫻） | 「道」                                               | 遊戲《純愛手札 虹色青春》相關歌曲                                           |
| 5月20日  |                                                               | MAICO（丹下櫻） | 「」                                                 | 電視動畫《機器人播音員 MAICO2010》片頭主題曲                                |
| 5月20日  | 「」                                                          | MAICO（丹下櫻） | 電視動畫《機器人播音員 MAICO2010》片尾主題曲         |                                                                             |
| 6月3日   | 庫洛魔法使 角色單曲 SAKURA                                    | 木之本櫻（丹下櫻） | 「」                                                 | 電視動畫《庫洛魔法使》插入歌                                                |
| 7月23日  | 庫洛魔法使 原聲帶                                             | 木之本櫻（丹下櫻） | 「」                                                 | 電視動畫《庫洛魔法使》相關歌曲                                              |
| 11月18日 | 機器人播音員 MAICO2010 音樂篇專輯1 MAICO的音樂精選商店        | MAICO（丹下櫻） | 「」                                                 | 電視動畫《機器人播音員 MAICO2010》插入歌                                    |
| 12月19日 | 庫洛魔法使 原聲帶2                                            | 木之本櫻（丹下櫻） | 「Catch You Catch Me」                               | 電視動畫《庫洛魔法使》相關歌曲                                              |
| 1999年   |                                                               | |                                                      |                                                                             |
| 1月21日  | 庫洛魔法使 角色歌本                                           | 木之本櫻（丹下櫻）、可魯貝洛斯（久川綾） | 「」                                                 | 電視動畫《庫洛魔法使》相關歌曲                                              |
| 3月3日   | 忍者亂太郎 續 忍蛋家族大集合精選集                            | 雪子（丹下櫻）、友子（江森浩子）、阿繁（牟田彰子） | 「」 「」 「」                                       | 電視動畫《忍者亂太郎》相關歌曲                                              |
| 3月3日   | 機器人播音員 MAICO2010 音樂篇專輯2 Yukie-chan和她有趣的朋友們 | MAICO（丹下櫻） | 「」                                                 | 電視動畫《機器人播音員 MAICO2010》相關歌曲                                  |
| 3月24日  | 庫洛魔法使 原聲帶 Vol.4                                       | 木之本櫻（丹下櫻） | 「」                                                 | 電視動畫《庫洛魔法使》相關歌曲                                              |
| 5月3日   | 無限的未知 角色歌曲精選「從明天開始」                         | 和泉梢（丹下櫻） | 「」                                                 | 電視動畫《無限的未知》相關歌曲                                              |
| 5月21日  | Honey                                                         | 木之本櫻（丹下櫻） | 「Honey」                                            | 電視動畫《庫洛魔法使》相關歌曲                                              |
| 6月17日  | 銀河少女警察 THE 3rd PLANET 原聲遊戲配樂                      | 安琪拉（丹下櫻） | 「IDENTIFY」                                         | 遊戲《銀河少女警察》角色歌曲                                                |
| 8月18日  | 悠久幻想曲3 Perpetual Blue Maxi單曲合輯 Vol.9 BRILLIANT CUT   | 瑪麗亞·肖特（丹下櫻） | 「BRILLIANT CUT」                                    | 遊戲《悠久幻想曲3 Perpetual Blue》相關歌曲                                  |
| 8月25日  | 劇場版 庫洛魔法使 原聲帶                                      | 木之本櫻（丹下櫻） | 「春宵情歌」                                         | 電影動畫《劇場版 庫洛魔法使：小櫻的香港之旅》相關歌曲                       |
| 11月20日 | FRUITS CANDY                                                  | 木之本櫻（丹下櫻）、大道寺知世（岩男潤子）、可魯貝洛斯（久川綾） | 「FRUITS CANDY」                                     | 電視動畫《庫洛魔法使》相關歌曲                                              |
| 2001年   |                                                               | |                                                      |                                                                             |
| 2月21日  | 庫洛魔法使 完整音樂集                                         | 木之本櫻（丹下櫻） | 「」 「春宵情歌（Sweet Lovers Rock Mix）」 「」 「」 | 電視動畫《庫洛魔法使》相關歌曲                                              |
| 2月21日  | 庫洛魔法使 完整音樂集                                         | 木之本櫻（丹下櫻）、大道寺知世（岩男潤子） | 「」                                                 | 電視動畫《庫洛魔法使》相關歌曲                                              |
| 2月21日  | 庫洛魔法使 完整音樂集                                         | 木之本櫻（丹下櫻）、大道寺知世（岩男潤子）、李苺鈴（尤加奈）、佐佐木利佳（川上倫子）、柳澤奈緒子（本井英美）、三原千春（松本美和） | 「GET YOUR LOVE」                                    | 電視動畫《庫洛魔法使》相關歌曲                                              |
| 2009年   |                                                               | |                                                      |                                                                             |
| 9月2日   | 永遠日記                                                      | 高嶺愛花（早見沙織）、小早川凛子（丹下櫻）、姊崎寧寧（皆口裕子） | 「」                                                 | 遊戲《LovePlus》主題歌曲                                                    |
| 11月20日 | LovePlus Character Single BOX                                 | 小早川凛子（丹下櫻） | 「」 「青空飛行」                                    | 遊戲《LovePlus》相關歌曲                                                    |
| 2010年   |                                                               | |                                                      |                                                                             |
| 6月9日   | 動物偵探奇魯米 什錦CD（1）                                    | 羽鳥佳諾（丹下櫻） | 「」                                                 | 電視動畫《動物偵探奇魯米》相關歌曲                                          |
| 7月21日  | 微笑的寫真                                                    | 高嶺愛花（早見沙織）、小早川凛子（丹下櫻）、姊崎寧寧（皆口裕子） | 「」                                                 | 遊戲《LovePlus+》相關歌曲                                                   |
| 8月4日   | 動物偵探奇魯米 什錦CD（2）                                    | 羽鳥佳諾（丹下櫻） | 「」                                                 | 電視動畫《動物偵探奇魯米》相關歌曲                                          |
| 2011年   |                                                               | |                                                      |                                                                             |
| 1月27日  | 高歌 LovePlus                                                 | 高嶺愛花（早見沙織）、小早川凛子（丹下櫻）、姊崎寧寧（皆口裕子） | 「」                                                 | 遊戲《LovePlus》相關歌曲                                                    |
| 1月27日  | 高歌 LovePlus                                                 | 小早川凛子（丹下櫻） | 「」 「」                                            | 遊戲《LovePlus》相關歌曲                                                    |
| 1月27日  | 高歌 LovePlus                                                 | 小早川凛子（丹下櫻）、高嶺愛花（早見沙織） | 「」                                                 | 遊戲《LovePlus》相關歌曲                                                    |
| 1月27日  | 高歌 LovePlus                                                 | 姊崎寧寧（皆口裕子）、小早川凛子（丹下櫻） | 「」                                                 | 遊戲《LovePlus》相關歌曲                                                    |
| 12月22日 | NEW LovePlus 主題曲 & 高歌 LovePlus DVD                       | 高嶺愛花（早見沙織）、小早川凛子（丹下櫻）、姊崎寧寧（皆口裕子） | 「Colorful Days」 「」                               | 遊戲《NEW LovePlus》主題歌曲                                                |
| 2012年   |                                                               | |                                                      |                                                                             |
| 3月14日  | 只有神的角色CD.神 桂木桂馬 starring 下野紘                    | 桂木桂馬（下野紘）、杉本四葉（丹下櫻） | 「HAPPYEND」                                         | 電視動畫《只有神知道的世界II》插入歌                                        |
| 3月22日  | NEW LovePlus Character Song & Extra Soundtrack                | 小早川凛子（丹下櫻） | 「」                                                 | 遊戲《NEW LovePlus》相關歌曲                                                |
| 6月1日   | 停電少女和羽蟲的管弦樂 character vocal maxi「」               | 李朱（丹下櫻） | 「」                                                 | 廣播劇CD《停電少女和羽蟲的管弦樂》相關歌曲                                  |
| 2013年   |                                                               | |                                                      |                                                                             |
| 3月28日  | Fate/EXTRA CCC LIMITED CHARACTER CD                           | Saber（丹下櫻） | 「Blossom.」                                         | 遊戲《Fate/EXTRA CCC》片尾主題曲                                            |
| 3月28日  | Fate/EXTRA CCC LIMITED CHARACTER CD                           | Saber（丹下櫻） | 「暴君Majesty」 「」                                 | 遊戲《Fate/EXTRA CCC》相關歌曲                                              |
| 2014年   |                                                               | |                                                      |                                                                             |
| 1月24日  | Fate/EXTRA CCC 旅遊車站2013                                   | Saber（丹下櫻） | 「GRAND」                                            | 遊戲《Fate/EXTRA CCC》相關歌曲                                              |
| 2015年   |                                                               | |                                                      |                                                                             |
| 1月21日  | 女友伴身邊 Blu-ray & DVD Vol.1 特典CD                         | 克洛艾·魯梅爾（丹下櫻） | 「」                                                 | 電視動畫《女友伴身邊》相關歌曲                                              |
| 2016年   |                                                               | |                                                      |                                                                             |
| 10月26日 | 用7日去創造一名可愛的女孩子比創造世界更好 碧藍幻想            | 卡莉奧絲特羅（丹下櫻） | 「」 「Never Ending Fantasy」                        | 遊戲《碧藍幻想》相關歌曲                                                    |
| 12月21日 | 女友伴身邊 角色歌曲系列 Vol.01                                | nonet | 「Now On Stage!!」 「Winter Chime」                  | 遊戲《女友伴身邊》相關歌曲                                                  |
| 12月21日 | 女友伴身邊 角色歌曲系列 Vol.01                                | 克洛艾·魯梅爾（丹下櫻） | 「」                                                 | 遊戲《女友伴身邊》相關歌曲                                                  |
| 12月21日 | 女友伴身邊 角色歌曲系列 Vol.01                                | Etoile | 「」                                                 | 遊戲《女友伴身邊》相關歌曲                                                  |
| 12月21日 | 女友伴身邊 角色歌曲系列 Vol.01                                | 灰姑娘隊 | 「」                                                 | 遊戲《女友伴身邊》相關歌曲                                                  |
| 2017年   |                                                               | |                                                      |                                                                             |
| 7月19日  | 女友伴身邊 角色歌曲系列 Vol.07                                | 歌舞伎少女 | 「」                                                 | 遊戲《女友伴身邊》相關歌曲                                                  |
| 2018年   |                                                               | |                                                      |                                                                             |
| 3月14日  | Precious Memories/初戀A to Z                                  | 神樂砂夜（壽美菜子）、風町陽歌（早見沙織）、克洛艾·魯梅爾（丹下櫻）、櫻井明音（佐藤利奈）、椎名心實（佐藤聰美）、村上文緒（名塚佳織） | 「Precious Memories」                                | 遊戲《女友伴身邊》相關歌曲                                                  |
| 3月14日  | Precious Memories/初戀A to Z                                  | 神樂砂夜（壽美菜子）、風町陽歌（早見沙織）、克洛艾·魯梅爾（丹下櫻）、櫻井明音（佐藤利奈）、椎名心實（佐藤聰美）、真白透子（堀江由衣）、村上文緒（名塚佳織） | 「」                                                 | 遊戲《女友伴身邊》相關歌曲                                                  |
| 6月23日  | 魔法使與黑貓維茲 5th Anniversary Original Soundtrack          | 賽拉塔（本渡楓）、莉莉（花守由美里）、百合（大和田仁美）、艾克塞利亞（丹下櫻）、加特林（吉岡麻耶）、愛拉（東城日沙子） | 「」                                                 | 遊戲《問答RPG 魔法使與黑貓維茲》相關歌曲                                    |
| 2019年   |                                                               | |                                                      |                                                                             |
| 4月24日  | 刀劍神域 Alicization BD&DVD第4卷特典CD                        | 卡迪娜爾（丹下櫻） | 「Finding the hope」                                 | 電視動畫《刀劍神域 Alicization》相關歌曲                                    |
| 12月11日 |                                                               | 高嶺愛花（早見沙織）、小早川凛子（丹下櫻）、姊崎寧寧（皆口裕子） | 「」                                                 | 遊戲《LovePlus EVERY》主題歌曲                                              |
| 2021年   |                                                               | |                                                      |                                                                             |
| 4月1日   | 庫洛魔法使 透明牌篇（10）特裝版                               | 木之本櫻（丹下櫻）、李小狼（熊井統子） | 「」                                                 | 《庫洛魔法使》相關歌曲                                                      |
| 6月2日   | Fate/Grand Carnival 1st Season 完全生產限定版特典CD           | 瑪修·基利艾拉特（高橋李依）、尼托克麗絲（田中美海）、伊莉莎白·巴托里（大久保瑠美）、酒呑童子（悠木碧）、茨木童子（東山奈央）、女王梅芙（佐倉綾音）、阿塔蘭塔（早見沙織）、謎之女主角X（川澄綾子）、伊什塔爾（植田佳奈）、尼祿·克勞狄烏斯（丹下櫻）、志度內（門舞以） | 「」                                                 | OVA《Fate/Grand Carnival》主題歌曲                                          |
| 2023年   |                                                               | |                                                      |                                                                             |
| 9月27日  | 超異域公主連結☆Re:Dive PRICONNE CHARACTER SONG 35             | 伊莉亞·奧恩斯坦（丹下櫻） | 「Gothical Radical † Eternal Wedding」               | 遊戲《超異域公主連結☆Re:Dive》插入歌                                        |
| 2024年   |                                                               | |                                                      |                                                                             |
| 3月20日  | Fate/Grand Order 搞不懂的藤丸立香BD/DVD 完全生產限定版特典CD  | 謎之偶像X〔Alter〕（川澄綾子）、尼祿·克勞狄烏斯（丹下櫻）、伊莉莎白·巴托里（大久保瑠美） | 「」                                                 | 網路動畫《Fate/Grand Order 搞不懂的藤丸立香「大忘年歡樂會2023」》片尾主題曲 |

### 其它參加作品
| 發行日期       | 商品名稱                                               | 歌 | 樂曲                            | 備註                                                     |
| -------------- | ------------------------------------------------------ | --- | ------------------------------- | -------------------------------------------------------- |
| 1995年4月21日  | FEDA SUPER TRACKS                                      | 丹下櫻 | 「DETONATION」                  | 《FEDA》相關歌曲                                         |
| 1995年4月21日  | 國府田麻理子的Radio Canvas Vol.2                       | 丹下櫻 with BELLCliPS | 「」                            |                                                          |
| 1995年5月25日  | [ ag ]                                                 | 丹下櫻 | 「」                            | 關西電台《Picture Land CLUB II》片尾主題曲               |
| 1995年6月25日  | TOKYO DENKI KIRAKIRA合唱團 THE TV SHOW                 | 丹下櫻 | 「青春」                        | 岩崎良美的翻唱                                           |
| 1995年9月21日  | 歡迎來到微笑寮！ 形象專輯                              | 丹下櫻 | 「」 「「」」 「」              | 《歡迎來到微笑寮！》相關歌曲                             |
| 1995年12月5日  | 國府田麻理子的Radio Canvas Special                     | db-FM全明星 | 「Talk to me」                  |                                                          |
| 1996年3月23日  | 國府田麻理子的Radio Canvas Vol.3                       | 丹下櫻 with BELLCliPS | 「Parallel Days」               | db-FM活動歌曲                                            |
| 1996年3月25日  | 銀河少女警察 原聲帶                                    | 野上尤加奈、丹下櫻、手塚千春 | 「」                            | 《銀河少女警察》相關歌曲                                 |
| 1997年6月4日   | KONAMI ALL STAR FESTA '97                              | 丹下櫻 | 「」                            | 1997年3月舉辦的活動的錄影                                |
| 1997年6月4日   | KONAMI ALL STAR FESTA '97                              | 國府田麻理子、柳瀨夏美、金月真美、丹下櫻、上田祐司、傻鵬鬼塚、岸野幸正、菊池志穗、伊藤美紀、沼田祐介、菅原祥子、黑崎彩子、土門仁、長澤由利香、鶴田加奈子、西原久美子 | 「」                            | 1997年3月舉辦的活動的錄影                                |
| 1999年7月3日   | 10th ANNIVERSARY KONAMI LABEL VOCAL HISTORY COLLECTION | 丹下櫻 | 「」                            |                                                          |
| 1999年12月15日 | C.H.O.C.O                                              | 丹下櫻、冰上恭子 | 「C.H.O.C.O」                   | 由avex mode發行的單曲 電視動畫《麻煩巧克力》片頭主題曲   |
| 1999年12月15日 | C.H.O.C.O                                              | 丹下櫻、冰上恭子 | 「CHOCOLATE CARNIVAL」          | 「C.H.O.C.O」B面歌曲。                                   |
| 2000年3月8日   | 想見你 ～Missing You～ Millennium Dance Version        | 丹下櫻、冰上恭子 | 「」                            | 由avex mode發行的單曲 電視動畫《麻煩巧克力》片尾主題曲   |
| 2000年3月8日   | 想見你 ～Missing You～ Millennium Dance Version        | 丹下櫻、冰上恭子 | 「C.H.O.C.O New York Club Mix」 | 《想見你 ～Missing You～》B面歌曲                        |
| 2005年12月21日 | Monthly 萌音 Vocal Collection vol.1                    | | 「」                            | 《萌音》相關歌曲                                         |
| 2005年12月21日 | Monthly 萌音 Vocal Collection vol.1                    | 「」 |                                 | 《萌音》相關歌曲                                         |
| 2005年12月21日 | Monthly 萌音 Vocal Collection vol.1                    | 「You're My Only Shinin' Star」 |                                 | 《萌音》相關歌曲                                         |
| 2006年2月22日  | 萌音 Vocal Collection vol.2                            | 「」 |                                 | 《萌音》相關歌曲                                         |
| 2006年2月22日  | 萌音 Vocal Collection vol.2                            | 「」 |                                 | 《萌音》相關歌曲                                         |
| 2006年2月22日  | 萌音 Vocal Collection vol.2                            | 「」 |                                 | 《萌音》相關歌曲                                         |
| 2006年3月24日  | Monthly 萌音 原聲帶                                    | 「」 |                                 | 《萌音》相關歌曲                                         |
| 2008年6月27日  |                                                        | |                                 | 收錄於繪本《》的CD中                                     |
| 2019年8月12日  | 夕霞之螢                                               | 丹下櫻、原田瞳 | 「」                            | 同人廣播劇CD《夕霞之螢》主題歌曲（藤田麻衣子歌曲的翻唱） |

## LIVE、活動
| 演出日期                | 名稱                                                | 會場                  |
| ----------------------- | --------------------------------------------------- | --------------------- |
| 1996年11月21日—12月22日 | Be Myself 巡迴                                      | 全國10個城市10場公演  |
| 1997年3月15日—4月18日   | 『MAKE YOU SMILE』巡迴                              | 全國5個城市5場公演    |
| 1998年10月3日、10月11日 | Sakura Tange First Concert Tour "New Frontier" 1998 | 梅田HEAT BEAT 赤坂BLITZ |
| 2000年3月15日—4月18日   | 千禧年巡迴演唱會『來自未來的航空郵件』              | 全國3個城市6場公演    |
| 2009年5月5日            | LIVE『櫻花為你綻放』                                | LAPIN ET HALOT        |
| 2009年10月12日          | BAND·SAKURA                                         | SUNPHONIX HALL        |
| 2010年3月28日           | BAND·SAKURA                                         | HARAJUKU QUEST HALL   |
| 2012年3月25日           | BAND·SAKURA                                         | HARAJUKU QUEST HALL   |
| 2014年3月30日           | BAND·SAKURA                                         | HARAJUKU QUEST HALL   |
| 2014年10月26日          | LIVE·SAKURA                                         | NEW SIDE BEACH!!      |
| 2014年12月21日          | LIVE·SAKURA                                         | NEW SIDE BEACH!!      |
| 2015年3月15日           | BAND·SAKURA                                         | HARAJUKU QUEST HALL   |
| 2015年10月25日          | LIVE·SAKURA                                         | NEW SIDE BEACH!!      |
| 2015年12月20日          | LIVE·SAKURA                                         | NEW SIDE BEACH!!      |
| 2016年3月27日           | A&C·SAKURA                                          | ARENA HALL            |
| 2016年10月30日          | LIVE·SAKURA                                         | NEW SIDE BEACH!!      |
| 2016年12月23日          | LIVE·SAKURA                                         | NEW SIDE BEACH!!      |
| 2017年3月19日           | BAND·SAKURA                                         | HARAJUKU QUEST HALL   |
| 2017年10月29日          | LIVE·SAKURA                                         | NEW SIDE BEACH!!      |
| 2017年12月17日          | LIVE·SAKURA                                         | NEW SIDE BEACH!!      |
| 2018年3月25日           | LIVE·SAKURA                                         | NEW SIDE BEACH!!      |
| 2018年12月16日          | LIVE·SAKURA                                         | NEW SIDE BEACH!!      |
| 2019年3月24日           | LIVE·SAKURA                                         | NEW SIDE BEACH!!      |
| 2019年12月15日          | LIVE·SAKURA                                         | NEW SIDE BEACH!!      |

## 書籍
- 《MAKE YOU SMILE》（寫真集）—（雙葉社，1997年） ISBN 9784575287783
- （記分書）—（東京音樂書院，2000年） ISBN 9784811445526
- 《SAKURA》（藝術家書）—（TOKYO FM出版，2000年） ISBN 9784887450424
附贈CD收錄新歌「IN THE FUTURE」。
- （治癒繪本）—（愛育社，2008年） ISBN 9784750003436
名義。谷口周郎插圖[182]。包括一張包含主要故事閱讀和音樂的CD。

## 腳註

## 外部連結
- Sakura A La Mode （日語）—本人經營的網站
- WONDER-NET （日語）—本人經營的網站
- （日語）—丹下櫻的官方個人部落格（Ameba Blog）。
  -  （日語）—（舊）丹下櫻的官方個人部落格（FC2）。2013年11月24日停止更新。文章已移至新部落格（Ameblo）的「舊部落格」類別。
- （日語）—活動休止前的官方部落格和照片室。最後更新於2000年5月3日。